# Lasha Tabukashvili
Lasha Tabukashvili (en georgiano ლაშა თაბუკაშვილი; Tiflis, 23 de noviembre de 1950) es un dramaturgo y novelista georgiano.

## Biografía
Lasha Tabukashvili se graduó de la Universidad Estatal Ivane Javakhishvili en la facultad de Filología. Fue crítico del Departamento de Relaciones Exteriores de la Unión de Escritores y jefe del Departamento Literario del Teatro Mikheil Tumanishvili. También fundó un Club de Escritores con la revista XX Saukune (1998).

## Obra
Lasha Tabukashvili vio publicado su primer cuento, El niño es asesinado, en 1969 en la revista Tsiskari.
Obras teatrales suyas como La herida, Primavera más allá de las persianas —galardonada con el Premio Shota Rustaveli 2005—, El viejo vals, Domar al halcón —premio Duruji 2010—, Los caminos que conducen a ti, Donde solía estar el templo, ¿Y qué si la lila húmeda está mojada?, Nieve blanca como la nieve y Asteroide son ya considerados clásicos del teatro georgiano, habiendo sido representadas en Alemania y Checoslovaquia.
En palabras del poeta y crítico Giorgi Lobjanidze:

Sus obras tienen todo lo que atrae a los lectores de hoy: una trama hábilmente diseñada, personajes bien definidos y la capacidad de manejar conflictos dramáticos: al lidiar con estos conflictos, da una verdadera clase magistral en artesanía lúdica.

¡Danos otra sonrisa, Gwynplaine! (ერთიც გაგვიცინე, გუიმპლენ!, 2014) es una novela de Tabukashvili con dos protagonistas: Beka Ishkhneli, 24 años y de Tiflis, y Lazare Ishkhneli, 62 años y de América, este último hijo de un inmigrante georgiano. Se encuentran al comienzo de la novela y, siendo uno un idealista y el otro un racionalista, ven el mundo desde polos opuestos.
Recientemente, su obra En algún lugar más allá del arcoiris recibió el premio SABA como mejor obra de teatro de 2017.